# Búri

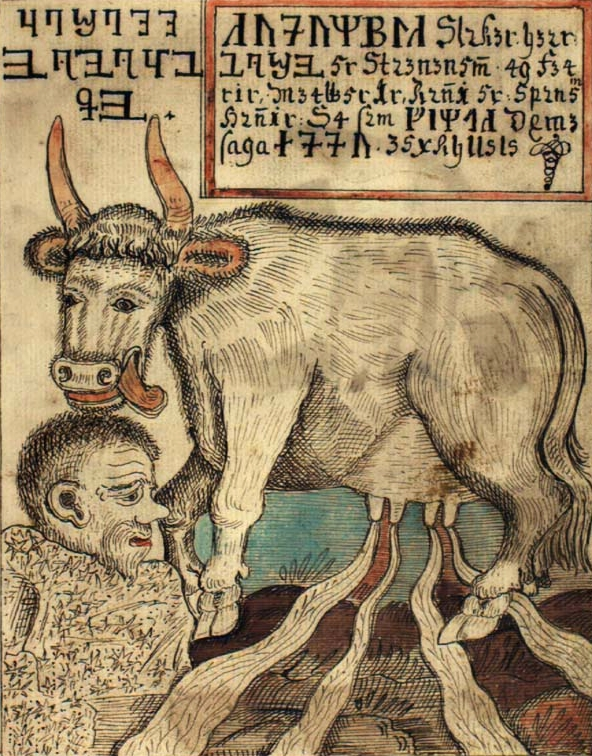
Búri in una illustrazione di un manoscritto islandese del XVIII secolo.

Buri o Tuisto è un gigante primordiale della mitologia norrena, nato nel ghiaccio di Ginnungagap al principio dei tempi, dal quale fu liberato dalla vacca Auðhumla. 
Fu padre di Borr e quindi progenitore degli Æsir (gli dèi).
L'unica fonte documentaria di questo personaggio mitologico è l'Edda di Snorri Sturluson nel quale si narra:
(Snorri Sturluson - Edda in prosa - Gylfaginning - Traduzione di Stefano Mazza)